# Tetragonurus atlanticus
Tetragonurus atlanticus is een straalvinnige vissensoort uit de familie van hoekstaarten (Tetragonuridae). De wetenschappelijke naam van de soort is voor het eerst geldig gepubliceerd in 1839 door Lowe.